# Chasminodes japonica
Chasminodes japonica là một loài bướm đêm trong họ Noctuidae.